# Stegodyphus dumicola
Stegodyphus dumicola är en spindelart som beskrevs av Pocock 1898. Stegodyphus dumicola ingår i släktet Stegodyphus och familjen sammetsspindlar. Inga underarter finns listade i Catalogue of Life.